# BAR PR01
Chronologie des modèles
Aucun BAR 002
La BAR PR01 est la monoplace de Formule 1 engagée par l'écurie British American Racing dans le cadre du championnat du monde de Formule 1 1999. C'est la première monoplace de l'écurie anglaise, Tyrrell Racing ayant été racheté par British American Tobacco à l'issue de la saison 1998. Elle est pilotée par le Canadien Jacques Villeneuve, en provenance de Williams F1 Team, le Brésilien Ricardo Zonta et le Finlandais Mika Salo, qui remplace Zonta après s'être blessé à la cheville lors du Grand Prix du Brésil. Le pilote d'essais est le Français Patrick Lemarié. La PR01 est équipée d'un moteur Renault RS9 V10, rebadgé Supertec.
Malgré le pilotage de Jacques Villeneuve et Ricardo Zonta et l'expérience technique de Reynard Motorsport, la saison est un désastre pour l'écurie, surtout qu'Adrian Reynard visait la pole position et la victoire dès la première course. Si la PR01 est assez compétitive et a le potentiel de marquer des points (Villeneuve est troisième pendant quelques tours lors du Grand Prix d'Espagne), elle manque cruellement de fiabilité, le Canadien devant attendre la douzième manche de la saison, le Grand Prix de Belgique, pour franchir le drapeau à damier.

## Livrée de la BAR PR01
Avant même que la saison 1999 ne commence, British American Racing rencontre des différends avec la FIA :  l'écurie présente deux monoplaces avec des livrées différentes : celle de Villeneuve portait les couleurs de Lucky Strike et celle de Zonta à l'effigie de State Express 555, deux marques de la société-mère de l'écurie, British American Tobacco. En respect du règlement qui impose une livrée unique, l'écurie britannique est contrainte de présenter une nouvelle livrée rouge et blanche d'un côté, représentant Lucky Strike, et bleue et jaune de l'autre, représentant State Express 555.

## Historique
BAR arrive en Australie avec des ambitions démesurées, visant la victoire pour sa première course, mais la PR01 est loin du rythme des meilleurs en qualifications : Villeneuve est onzième sur la grille de départ, à plus de 2 secondes du poleman Mika Häkkinen, et Zonta dix-neuvième à presque 4 secondes. Aucune voiture ne finit la course; Villeneuve heurte un mur après que son aileron arrière s'est détaché au 14e tour et la boîte de vitesses de Zonta casse au 48e tour.
Le calvaire continue au Brésil. Zonta se blesse à la suite d'une sortie de piste le samedi matin et est forfait pour plusieurs courses. Villeneuve se qualifie 16e à 3 secondes de la pole, mais il est disqualifié pour essence non conforme et est relégué à la dernière place sur la grille. Il abandonne en course sur panne hydraulique.
Mika Salo rejoint l'écurie à Saint Marin pour remplacer Zonta. Villeneuve se qualifie à une magnifique cinquième place mais reste coincé sur la grille au départ à cause d'un problème d'embrayage et abandonne. Salo renonce à 3 tours du but mais est tout de même classé septième, car il a parcouru plus de 90 % de la distance de course. Ce sera le meilleur résultat de BAR cette saison.
Monaco voit un nouveau double abandon, après une qualification en milieu de grille, encore à la suite de problèmes mécaniques (fuite d'huile pour Villeneuve, panne de freins pour Salo). 
Salo signe la première arrivée de la PR01 en Espagne, en finissant huitième à 1 tour du vainqueur. Villeneuve, sixième sur la grille, est trahi par sa boîte de vitesses en course.
Zonta est de retour au Canada. Les pilotes se qualifient en fond de grille, partent à la faute en course et abandonnent.
En France, Zonta se qualifie pour la première fois devant Villeneuve. Le Canadien est piégé en course par la très forte pluie, part en tête à queue derrière la voiture de sécurité et reste coincé dans un bac à graviers. Zonta finit dixième.
La situation n'évolue pas lors des quatre Grand Prix suivants. Les monoplaces se qualifient entre le milieu et le fond de grille, Villeneuve abandonne à chaque course et Zonta deux fois.
En Belgique, les deux pilotes sont victimes d'accidents à haute vitesse dans le raidillon de l'Eau Rouge et s'en sortent sans blessure. Villeneuve finit sa première course de la saison à la 15e place. Le Canadien franchit également la ligne d'arrivée des deux Grand Prix suivants.
Les deux voitures sont à l'arrivée au Nürburgring et au Japon, et connaissent un dernier double abandon en Malaisie.
A l'issue de la saison, les PR01 ont abandonné 20 fois en 31 départs et n'ont marqué aucun point. BAR, seule écurie avec un score vierge, finit à la dernière place du championnat des constructeurs.

## Résultats en championnat du monde de Formule 1
| Saison | Écurie                  | Moteur            | Pneus       | Pilotes            | Courses | Courses | Courses | Courses | Courses | Courses | Courses | Courses | Courses | Courses | Courses | Courses | Courses | Courses | Courses | Courses | Points inscrits | Classement |
| Saison | Écurie                  | Moteur            | Pneus       | Pilotes            | 1       | 2       | 3       | 4       | 5       | 6       | 7       | 8       | 9       | 10      | 11      | 12      | 13      | 14      | 15      | 16      | Points inscrits | Classement |
| ------ | ----------------------- | ----------------- | ----------- | ------------------ | ------- | ------- | ------- | ------- | ------- | ------- | ------- | ------- | ------- | ------- | ------- | ------- | ------- | ------- | ------- | ------- | --------------- | ---------- |
| 1999   | British American Racing | Supertec V10 FB01 | Bridgestone |                    | AUS     | BRÉ     | SMR     | MON     | ESP     | CAN     | FRA     | GBR     | AUT     | ALL     | HON     | BEL     | ITA     | EUR     | MAL     | JAP     | 0               | 11e        |
| 1999   | British American Racing | Supertec V10 FB01 | Bridgestone | Jacques Villeneuve | Abd     | Abd     | Abd     | Abd     | Abd     | Abd     | Abd     | Abd     | Abd     | Abd     | Abd     | 15e     | 8e      | 10e     | Abd     | 9e      | 0               | 11e        |
| 1999   | British American Racing | Supertec V10 FB01 | Bridgestone | Ricardo Zonta      | Abd     | Nq      |         |         |         | Abd     | 10e     | Abd     | 15e     | Abd     | 13e     | Abd     | Abd     | 8e      | Abd     | 12e     | 0               | 11e        |
| 1999   | British American Racing | Supertec V10 FB01 | Bridgestone | Mika Salo          |         |         | 7e      | Abd     | 8e      |         |         |         |         |         |         |         |         |         |         |         | 0               | 11e        |

Légende : ici 